# Charles Picqué

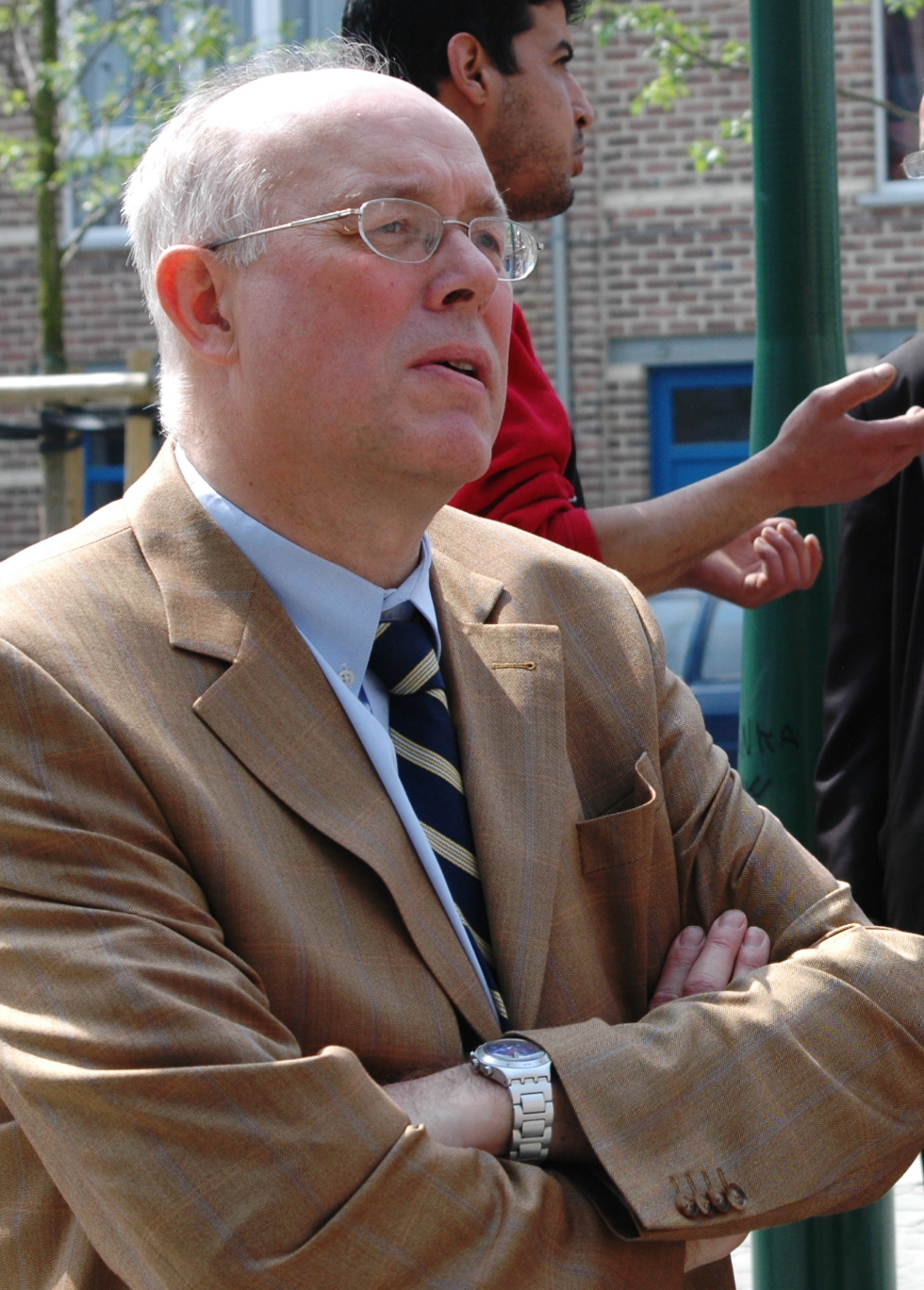
Charles Picqué

Charles Picqué (* 1. November 1948 in Etterbeek) ist ein belgischer Politiker der Parti Socialiste (PS). Er war bis Beginn 2013 Ministerpräsident der Region Brüssel-Hauptstadt. Dieses Amt hatte er, neben verschiedenen anderen Ministerämtern, bereits drei Legislaturperioden lang bekleidet (1989–1995, 1995–1999 und 2004–2009). Heute ist Picqué Präsident des Parlaments der Region Brüssel-Hauptstadt und Bürgermeister von Saint-Gilles/Sint-Gillis (Brüssel).

## Leben
Nachdem er die Sekundarschule am Collège Saint-Michel abgeschlossen hatte, absolvierte er ein Studium der Wirtschaftswissenschaften an der Université Catholique de Louvain (UCL) im Jahre 1973.
Seine politische Karriere begann Charles Picqué bei den Gemeinderatswahlen im Jahr 1982, bei denen er ins Bürgermeister- und Schöffenkollegium der Gemeinde Saint-Gilles/Sint-Gillis gewählt wurde. Er übernahm das Amt des Schöffen und war somit zuständig für den Städtebau. Als der Bürgermeister von Saint-Gilles im Jahr 1985 zurücktrat, übernahm Picqué auch dieses Amt, das er bis heute (2012) ausübt, wenn auch mit Einschränkungen wegen seines Amtes als Minister.
Besonders die Themenbereich Raumordnung und Städtebau in Brüssel interessierten Picqué, und somit konnte er sich in den darauffolgenden Jahren als einer der überzeugtesten Vertreter der Autonomie Brüssels im belgischen Föderalstaat profilieren. Bei der Gründung der Region Brüssel-Hauptstadt (1989) übernahm Picqué das Ministerpräsidentenamt, welches er bis 1999 ausübte.
Im Jahre 1999 wurde er zum Regierungskommissar ernannt, beauftragt mit der Politik der Großstädte. Von 2000 bis 2003 war er daraufhin als föderaler Wirtschafts- und Wissenschaftsminister unter Premierminister Guy Verhofstadt tätig.
Von 2004 bis 2013 war Picqué wieder Ministerpräsident der Brüsseler Region. Dies Amt gab er im Mai 2013 an seinen Parteikollegen Rudi Vervoort (PS) ab. Nach den Föderal- und Regionalwahlen vom 25. Mai 2014 wurde Charles Picqué in das Parlament der Region Brüssel-Hauptstadt gewählt und übernahm dort den Vorsitz.
Seine Amtszeit als Ministerpräsident der Region Brüssel-Hauptstadt war hauptsächlich durch starke Impulse in der städtischen Neubelebung und sozialen Kohäsion geprägt. Dazu gehörte die Neugestaltung des Viertels um den Bahnhof Bruxelles-Midi/Brussel-Zuid. Im Jahre 2007 lancierte er ein internationales Entwicklungsprogramm (Plan de Développement International (PDI), Plan voor de Internationale Ontwikkeling (PIO)) für Brüssel, damit die Stadt ihrer Rolle als internationalem Standort und Hauptstadt Belgiens und Europas gerecht werden kann.

## Übersicht der politischen Ämter
- 1983–1985: Schöffe der Brüsseler Gemeinde Saint-Gilles/Sint-Gillis
- 1985 – heute: Bürgermeister von Saint-Gilles (teilweise verhindert)
- 1985–1987: Provinzialrat der ehemaligen Provinz Brabant
- 1987–1990: Mitglied der Abgeordnetenkammer (teilweise verhindert)
- 1988–1989: Minister der Französischen Gemeinschaft für Soziales und Gesundheit
- 1989–1999: Mitglied des Parlamentes der Region Brüssel-Hauptstadt (teilweise verhindert)
- 1989–1995: Ministerpräsident der Region Brüssel-Hauptstadt, zuständig für Raumordnung, lokale Behörden, Beschäftigung und städtische Erneuerung
- 1995–1999: Mitglied des Parlamentes der Französischen Gemeinschaft (teilweise verhindert)
- 1995–1999: Ministerpräsident der Region Brüssel-Hauptstadt, zuständig für lokale Behörden, Beschäftigung und Denkmalschutz; gleichzeitig Minister der Französischen Gemeinschaft für Kultur
- 1999–2004: Mitglied der Abgeordnetenkammer (teilweise verhindert)
- 1999–2000: Föderaler Regierungskommissar, beauftragt mit der Politik der Großstädte in der Regierung Verhofstadt I
- 2000–2003: Föderaler Wirtschafts- und Wissenschaftsminister, beauftragt mit der Politik der Großstädte in der Regierung Verhofstadt I
- 2004 – heute: Mitglied des Parlamentes der Region Brüssel-Hauptstadt (teilweise verhindert)
- 2004–2009: Ministerpräsident der Region Brüssel-Hauptstadt, zuständig für lokale Behörden, Raumordnung, Denkmalschutz, städtische Erneuerung Wohnungsbau, öffentliche Sauberkeit, Außenhandel und Entwicklungszusammenarbeit
- 2009–2013: Ministerpräsident der Region Brüssel-Hauptstadt, zuständig für lokale Behörden und Raumordnung
- 2014 – heute: Präsident des Parlamentes der Region Brüssel-Hauptstadt